# Zoran Lilić
Zoran Lilić (in cirillico serbo: Зоран Лилић; Brza Palanka, 27 agosto 1953) è un politico serbo,  già presidente dell'Assemblea nazionale della Serbia nel 1993 e presidente della Repubblica Federale di Jugoslavia nel periodo 1993-97.

## Biografia
Dopo essersi laureato alla Facoltà tecnologica di Belgrado, Zoran Lilić fu assunto nella fabbrica "Rekord" di  Rakovica nella quale si producevano articoli in gomma; dopo dodici anni venne nominato direttore generale della "Rekord". Nel 1990 venne eletto deputato all'Assemblea nazionale della Serbia per il Partito Socialista di Serbia (SPS), il partito massimalista e nazionalista serbo di Slobodan Milošević, e nel 1993 divenne presidente della stessa Assemblea nazionale. Poco dopo divenne presidente della Repubblica Federale di Jugoslavia, succedendo a Dobrica Ćosić; mantenne la carica fino al 1997, anno in cui fu il candidato del Partito Socialista di Serbia alla presidenza della Serbia. Sconfitto al secondo turno da Vojislav Šešelj, divenne vice presidente del governo federale nel ministero Bulatović, incarico che mantenne fino all'aprile 1999, quando venne nominato consulente di Slobodan Milošević per le relazioni economiche con la Croazia.
Nel 2000 lasciò il Partito Socialista di Serbia per fondare il Partito Socialdemocratico Serbo ispirato, secondo le affermazioni di Lilić, alle idee del pensatore del XIX secolo Svetozar Marković; il nuovo partito non ebbe tuttavia successo nelle elezioni.